# Pterolophia nigroornatipennis
Pterolophia nigroornatipennis là một loài bọ cánh cứng trong họ Cerambycidae.